# Vrij Technisch Instituut Sint-Lucas
Het Vrij Technisch Instituut Sint-Lucas is een katholieke school voor secundair onderwijs in de Belgische stad Oudenaarde met richtingen in technisch en beroepssecundair onderwijs. De school telt circa 570 leerlingen in het voltijds programma en 70 leerlingen in deeltijds onderwijs. De school behoort tot de scholengemeenschap Katholiek Secundair Onderwijs Oudenaarde (KSOO). Vroeger was de school gekend als Vakschool Sint-Lucas.
De school huisvest onder meer het Regionaal Technologisch Centrum voor Elektropneumatica en Hydraulica SLIM, het opleidingscentrum Geavanceerde Onderhouds-, Montage- en Afsteltechnieken (GOMA) en het Haas Technical Education Center (HTEC).

## VTISL ARISS project
In de school vindt het VTISL ARISS project doorgang.  Bij dit educatief project in samenwerking met het European Space Agency wordt met eigen materiaal en zelfgebouwde antennes een rechtstreekse radioverbinding opgezet met het Internationaal ruimtestation ISS.  Het project krijgt de medewerking van astronaut Frank De Winne.